# 日逐王
日逐王，匈奴官号，有时又称奥鞬日逐王。
地位次于左贤王，往往以单于的子弟充当。西汉时日逐王曾管轄西域。左日逐王属左贤王所辖，统管匈奴东方的几个部落；右日逐王属右贤王所辖，统管匈奴西方的几个部落，为匈奴“六角”之二。東漢西域则由呼衍王管领。左贤王，次左谷蠡王，次右贤王，次右谷蠡王，谓四角；次左右日逐王，次左右温禺鞮王，次左右渐将王，是为六角。
- 日逐王先贤掸
- 日逐王薄胥堂
- 王昭君号宁胡阏氏，生子伊屠智牙师，为右日逐王
- 且方同母兄左日逐王都
- 右薁鞬日逐王比
- 薁鞮日逐王师子
- 左呼衍日逐王须訾
- 屯屠何子薁鞬日逐王逢侯